# Gaston Jèze
Paul Amédée Gaston Jèze, född 2 mars 1869, död 5 augusti 1953, var en fransk rättsvetare.
Gaston Jèze blev 1902 extraordinarie professor och 1906 ordinarie professor i förvaltningsrätt i Lille, han var 1909–1937 professor i förvaltningsrätt i Paris. Jèze var Etiopiens juridiska ombud för Nationernas Förbund 1935–1938. Han sysslade med olika grenar av offentlig rätt och ägnade särskilt sitt intresse åt de offentliga finanserna. Han var redaktör för Revue de Science et de législation financières 1903–1946 och för Revue du droit public et de la Science politique 1904–1946. Tillsammans med ett antal andra forskare på den offentliga rättens områden grundade Jèze 1927 Institut international de droit publique, vars förste ordförande han var 1927–1930. Hans främsta arbeten är Cours de Science des finances et de législation financière (6 band, 1922–1937) och Les principes généraux du droit administratif (1904, 3:a utgåvan 6 band, 1925–1936).